# Stelios Constantas
Stylianos "Stelios" Konstantas é um cantor  cipriota. Ele participou em duas finais cipriotas para a escolha da canção de Chipre para o Festival Eurovisão da Canção, terminando 2.º lugar em 1997 com  a canção I grammitis ntropi, ae em quarto com o tema  Methysmeno feggari.  Em  2003, ele interpretou a canção  "Feeling Alive" como a canção de Chipre no  Festival Eurovisão da Canção 2003,terminando em 20.º lugar no festival.Ele lançou um álbum e um single pela  V2 Records.
Konstantas nasceu em  Larnaca. Em 2002, ele partiu para a a  Grécia com a sua  mulher e os seus três filhos.